# Světový pohár v biatlonu 2028/2029
Světový pohár v biatlonu 2028/2029 bude 52. ročníkem světového poháru pořádaným Mezinárodní biatlonovou unií (IBU).
Hlavní událostí tohoto ročníku bude mistrovství světa v únoru 2029, pro které bude využit areál v Oslu.
Podle rozpisu začne sezona světového poháru 21. listopadu ve švédském Östersundu a skončí 18. března v kanadském Canmore. Jedním z podniků budou i závody v Novém Městě na Moravě v lednu 2029.

## Program
| Místo konání         | Datum konání                   | Sprint | Stíhací závod | Závod s hromadným startem | Vytrvalostní závod | Štafeta | Smíšená štafeta | Smíšený závod dvojic |
| -------------------- | ------------------------------ | ------ | ------------- | ------------------------- | ------------------ | ------- | --------------- | -------------------- |
| Östersund            | 21.–26. listopadu 2028         |        |               |                           |                    |         |                 |                      |
| Hochfilzen           | 28. listopadu–3. prosince 2028 |        |               |                           |                    |         |                 |                      |
| Annecy               | 5.–10. prosince 2028           |        |               |                           |                    |         |                 |                      |
| Pokljuka             | 28.-31. prosince 2028          |        |               |                           |                    |         |                 |                      |
| Nové Město na Moravě | 2.–7. ledna 2029               |        |               |                           |                    |         |                 |                      |
| Ruhpolding           | 9.–14. ledna 2029              |        |               |                           |                    |         |                 |                      |
| Anterselva           | 16.–21. ledna 2029             |        |               |                           |                    |         |                 |                      |
| Oslo                 | 5.–18. února 2029              |        |               |                           |                    |         |                 |                      |
| Oberhof              | 20.-25. února 2029             |        |               |                           |                    |         |                 |                      |
| Soldier Hollow       | 6.–11. března 2029             |        |               |                           |                    |         |                 |                      |
| Canmore              | 13.–18. března 2029            |        |               |                           |                    |         |                 |                      |
| Celkově              |                                |        |               |                           |                    |         |                 |                      |